# Palácio Teppera-Dückerta

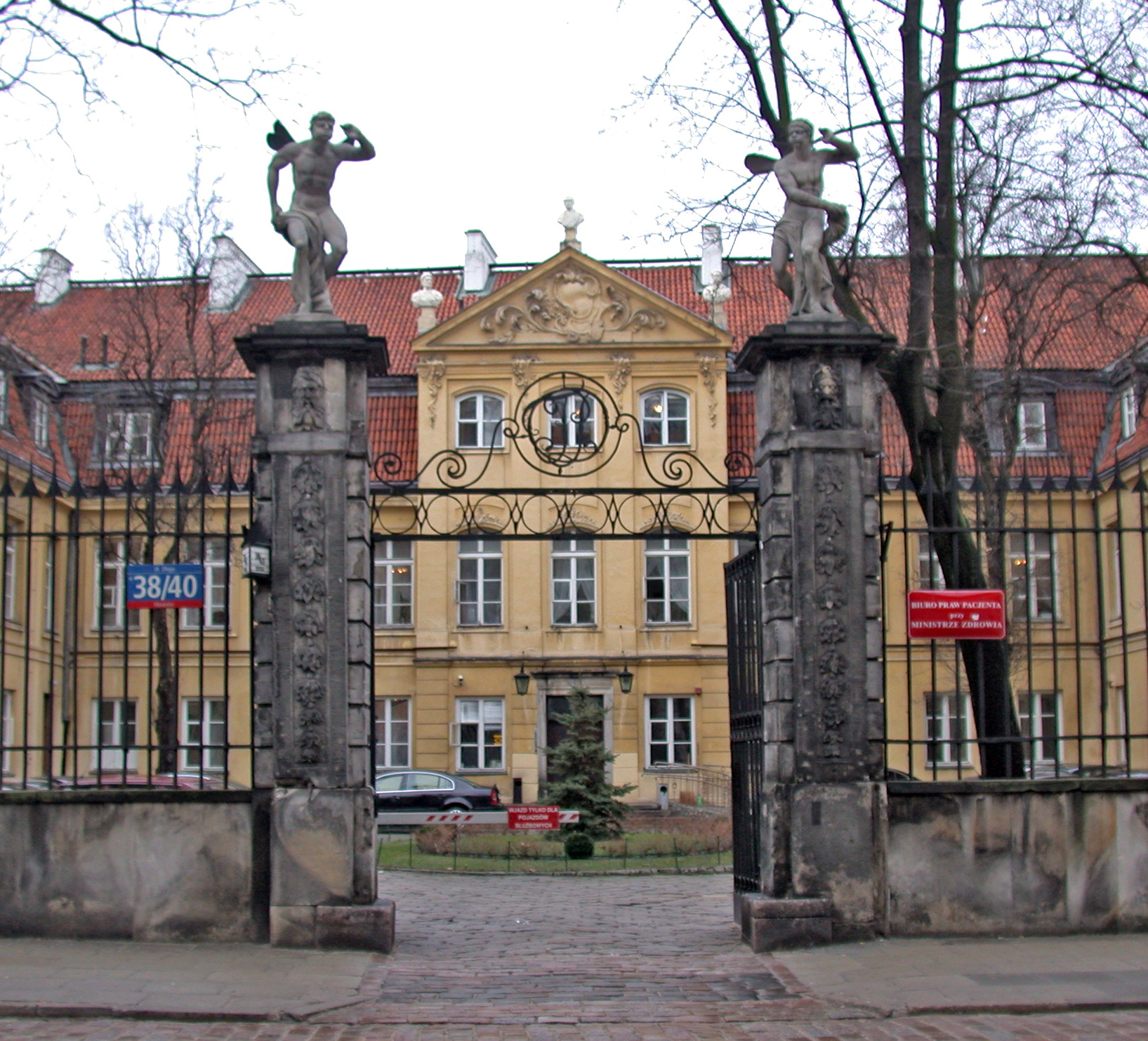
Pátio e fachada do Palácio Teppera-Dückerta.

O Palácio Teppera-Dückerta (em polaco: Pałac Teppera-Dückerta), também conhecido como Palácio sob os Quatro Ventos (em polaco: Pałac pod Czterema Wiatrami), é um palácio barroco localizado nos números 38 e 40 da Ulica Długa (Rua Longa) em Varsóvia, Polónia.

## História

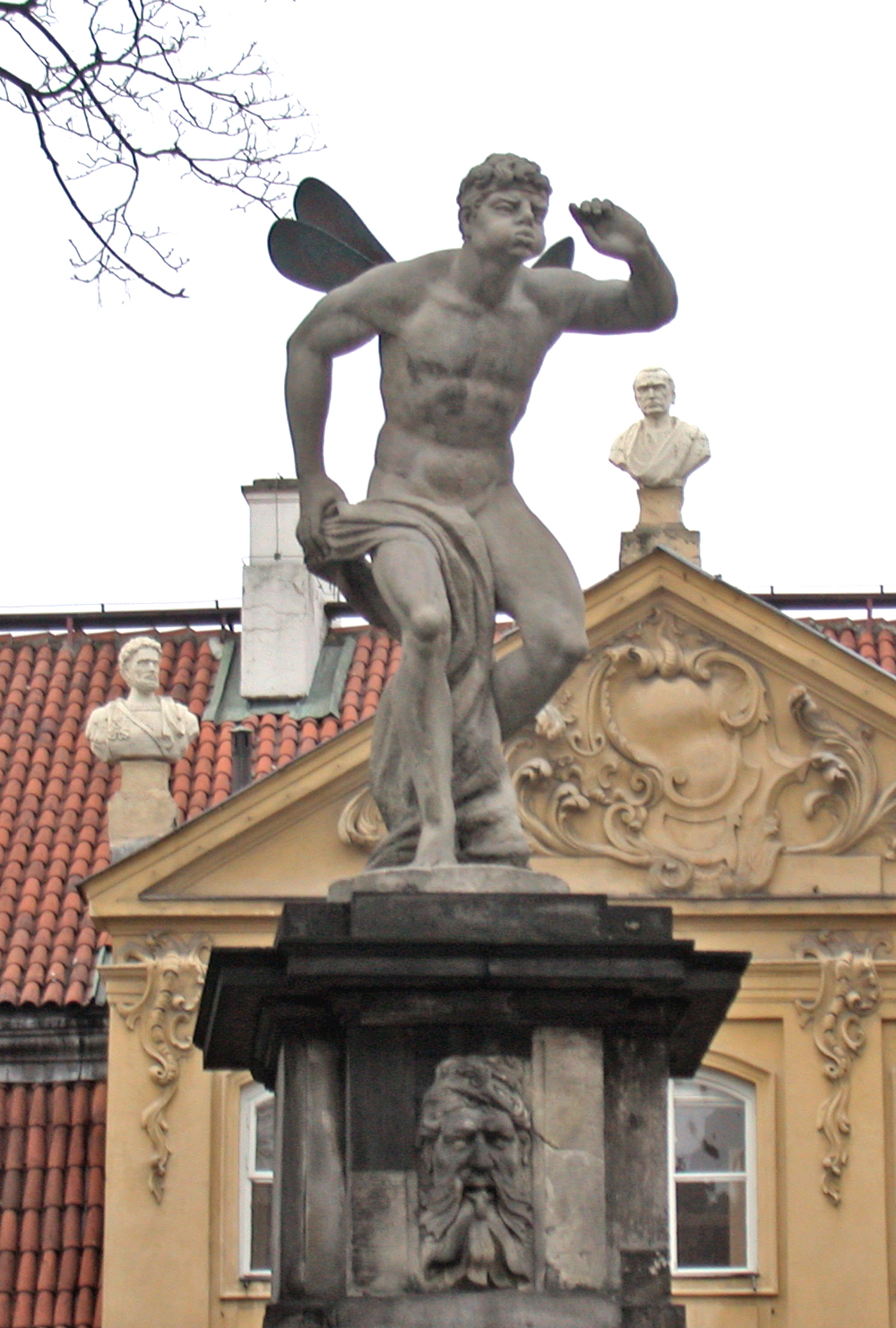
Bóreas

O palácio foi construído por volta de 1680, provavelmente segundo o desenho de Tylman van Gameren, para o alto oficial e secretário real Stanisław Kleinpolt. Posteriormente, foi vendido em 1685 a Jan Dobrogost Krasiński, em 1698 a Andrzej Chryzostom Załuski e no início do século XVIII ao Bispo de Płock, Andrzej Stanisław Kostka Załuski.
A partir da década de 1730, o proprietário foi Franciszek Maksymilian Ossoliński e, mais tarde, Michał Kazimierz "Rybeńko" Radziwiłł, que reconstruiu o palácio no estilo rococó, provavelmente segundo desenho de Johann Sigmund Deybel. As magníficas esculturas dos Quatro Ventos (Noto, Bóreas, Zéfiro e Eurus) no alto dos pilares de vedação datam deste período. O artista é desconhecendo, mas provavelmente também participou na decoração do Jardim Saxão.
Entre 1769 e 1771, o palácio foi reconstruído por Szymon Bogumił Zug para Piotr Tepper. A ala direita foi alargada e um novo anexo foi erguido junto à Ulica Długa, com uma frente elevada em estilo classicista inicial.
Em 1801, o palácio foi comprado em leilão por Karol Fryderyk Dückert, pertencendo aos seus herdeiros até 1891. Entre 1808 e 1914 serviu como um elegante hotel, o Hôtel de Dresde (Hotel de Dresden). Depois da Primeira Guerra Mundial o palácio entrou em declínio, tornando-se num prédio de apartamentos.
Em 1927, o palácio foi comprado pelo Tesouro Polaco, restaurado e tornado sede do Ministério do Trabalho e da Segurança Social. Em 1944 o edifício foi deliberadamente queimado pelos alemãos depois de terem suprimido a Revolta de Varsóvia.